# Подкопаев, Юрий Владимирович
Юрий Владимирович Подкопаев (род. 29 июня 1956, Керчь, Крымская область, Украинская ССР, СССР) — Заместитель Председателя Верховного Совета Крыма в 1995—1997. Министр образования Крыма в 1997—1998.

## Образование
- 1978 — Ленинградский педагогический институт им. А. И. Герцена.

## Биография
- 1978—1979 — учитель средней школы № 4, г. Керчь.
- 1979—1987 — учитель, методист, директор вечерней средней школы № 3, г. Керчь.
- 1987—1988 — инспектор школ Орджоникидзевского района, г. Керчь.
- 1988—1994 — инспектор школ Керченского гороно, директор школы № 12, г. Керчь.
- май 1994 — июль 1995 — председатель Постоянной комиссии Верховного Совета Крыма по образованию, науке, культуре, по делам молодёжи и спорту.
- июль 1995 — февраль 1997 — заместитель Председателя Верховного Совета Крыма.
- май 1997 — май 1998 — министр образования Крыма.
- 1998—2000 — начальник департамента, декан факультета иностранных языков Таврического института предпринимательства и права, г. Симферополь.
- 2000—2005 — директор Лингвистического центра «Referent», г. Симферополь.
- 2005—2006 — директор Крымского учебно-консультационного центра ВУЗ «Киевский славистический университет», г. Симферополь.
- 2006—2007 — помощник-консультант народного депутата Украины[какого?].
- декабрь 2008 — март 2011 — заместитель начальника управления, затем отдела по туризму Симферопольского горисполкома.

## Общественная деятельность
- Член Партии регионов.
- Депутат Верховного Совета Крыма 2-го созыва (1994—1998).
- Депутат Симферопольского городского совета (2006—2010).
- Председатель правления Санкт-Петербургского землячества Крыма с 2010 года.